# Clot del Todó
El Clot del Todó és un clot del terme municipal de Conca de Dalt, a l'antic terme d'Hortoneda de la Conca, al Pallars Jussà. Pertany a l'àmbit de l'antic poble d'Herba-savina.
Està situat al vessant nord-oest del Gallinova, encaixat entre la Pala de la Berruga (sud-est) i la Pala del Moro (nord-oest), al nord i sota també de la Pala de la Tellera.